# 傑克遜 (內布拉斯加州)
傑克遜（英語：Jackson）是位於美國內布拉斯加州達科他縣的村。

## 人口
根據2020年美國人口普查的數據，傑克遜的面積為1.17平方千米，皆為陸地。當地共有人口207人，而人口密度為每平方千米177人。